# フーニャン区
フーニャン区（フーニャンく、ベトナム語：Quận Phú Nhuận / 郡富潤）はホーチミン市の区の1つ。市の中心部にあるため、人口密度が高めである。